# العلاقات البولندية اللبنانية
العلاقات البولندية اللبنانية هي العلاقات الثنائية التي تجمع بين بولندا ولبنان.

## مقارنة بين البلدين
هذه مقارنة عامة ومرجعية للدولتين:
| وجه المقارنة                                              | بولندا                                                                             | لبنان                                                                |
| --------------------------------------------------------- | ---------------------------------------------------------------------------------- | -------------------------------------------------------------------- |
| المساحة (كم2)                                             | 312.68 ألف                                                                         | 10.45 ألف                                                            |
| عدد السكان (نسمة)                                         | 38.43 مليون                                                                        | 6.10 مليون                                                           |
| الكثافة السكانية (ن./كم²)                                 | 122.91                                                                             | 583.73                                                               |
| العاصمة                                                   | وارسو                                                                              | بيروت                                                                |
| اللغة الرسمية                                             | اللغة البولندية                                                                    | اللغة العربية، لغة فرنسية                                            |
| العملة                                                    | زلوتي بولندي                                                                       | ليرة لبنانية                                                         |
| الناتج المحلي الإجمالي (بليون دولار)                      | 524.51 مليار                                                                       | 51.84 مليار                                                          |
| الناتج المحلي الإجمالي (تعادل القوة الشرائية) بليون دولار | 1.02 تريليون                                                                       | 81.54 مليار                                                          |
| الناتج المحلي الإجمالي الاسمي للفرد دولار أمريكي          | 12.55 ألف                                                                          | 8.05 ألف                                                             |
| الناتج المحلي الإجمالي للفرد دولار أمريكي                 | 26.14 ألف                                                                          | 17.46 ألف                                                            |
| مؤشر التنمية البشرية                                      | 0.843                                                                              | 0.769                                                                |
| رمز المكالمات الدولي                                      | +48                                                                                | +961                                                                 |
| رمز الإنترنت                                              | .pl                                                                                | .lb                                                                  |
| المنطقة الزمنية                                           | توقيت وسط أوروبا، ت ع م+01:00، ت ع م+02:00، أوروبا/وارسو ‏، توقيت وسط أوروبا الصيفي | ت ع م+02:00، ت ع م+03:00، توقيت شرق أوروبا، توقيت شرق أوروبا الصيفي ‏ |

## مدن متوأمة
في ما يلي قائمة باتفاقيات التوأمة بين مدن بولندية ولبنانية:
- ترتبط زابجه مع زحلة باتفاقية توأمة منذ 1983.

## منظمات دولية مشتركة
يشترك البلدان في عضوية مجموعة من المنظمات الدولية، منها:
| علم المنظمة | اسم المنظمة                        | تاريخ انضمام بولندا | تاريخ انضمام لبنان |
| ----------- | ---------------------------------- | ------------------- | ------------------ |
|             | مؤسسة التنمية الدولية              | 28 أكتوبر 1960      | 10 أبريل 1962      |
|             | يونسكو                             | 6 نوفمبر 1946       | 4 نوفمبر 1946      |
|             | وكالة ضمان الاستثمار متعدد الأطراف | 29 يونيو 1990       | 19 أكتوبر 1994     |
|             | الأمم المتحدة                      | 24 أكتوبر 1945      | 24 أكتوبر 1945     |
|             | الاتحاد البريدي العالمي            | 1 مايو 1919         | ?                  |
|             | البنك الدولي للإنشاء والتعمير      | 27 يونيو 1986       | 14 أبريل 1947      |
|             | الاتحاد الدولي للاتصالات           | 1921                | 12 يناير 1924      |
|             | منظمة حظر الأسلحة الكيميائية       | ?                   | ?                  |
|             | مؤسسة التمويل الدولية              | 29 ديسمبر 1987      | 28 ديسمبر 1956     |
|             | منظمة الشرطة الجنائية الدولية      | ?                   | ?                  |

## أعلام
هذه قائمة لبعض الشخصيات التي تربطها علاقات بالبلدين:
- داني الحاج (3 سبتمبر 1994[18] – )

## وصلات خارجية
- موقع وزارة الخارجية البولندية